# Förstakammarvalet i Sverige 1930
Förstakammarvalet i Sverige 1930 var ett val i Sverige till Sveriges riksdags första kammare. Valet hölls i den andra valkretsgruppen i september månad 1930 för mandatperioden 1931-1938.
Två valkretsar utgjorde den andra valkretsgruppen: Stockholms läns och Uppsala läns valkrets (10 mandat) och Västerbottens läns och Norrbottens läns valkrets (9 mandat). Ledamöterna utsågs av valmän från de landsting som valkretsarna motsvarade. För de städer som inte ingick i landsting var valmännen särskilda elektorer. Andra valkretsgruppen hade dock inga elektorer. 
Ordinarie val till den andra valkretsgruppen hade senast ägt rum 1922.

## Valresultat
| Parti                | Parti                                    | Partiledare                   | Röster | Röster | Mandatfördelning | Mandatfördelning |
| Parti                | Parti                                    | Partiledare                   | Antal  | +−     | Antal            | +−               |
| -------------------- | ---------------------------------------- | ----------------------------- | ------ | ------ | ---------------- | ---------------- |
|                      | Socialdemokraterna                       | Per Albin Hansson             | 60     | -5     | 7                | ▲2               |
|                      | Allmänna valmansförbundet                | Arvid Lindman                 | 58     | -10    | 6                | ▲1               |
|                      | Frisinnade landsföreningen               | Carl Gustaf Ekman             | 35     | +24    | 4                | ▼1               |
|                      | Bondeförbundet                           | Olof Olsson i Kullenbergstorp | 11     | +2     | 1                | ▬                |
|                      | Sveriges kommunistiska parti (Sillénare) | Sven Linderot                 | 4      | +4     | 0                | ▬                |
|                      | Sveriges kommunistiska parti (Kilbomare) | Nils Flyg                     | 2      | -6     | 1                | ▼1               |
|                      | Sveriges liberala parti                  | Eliel Löfgren                 | 1      | -4     | 0                | ▼1               |
| Antal giltiga röster | Antal giltiga röster                     | Antal giltiga röster          | 171    | +5     | 19               |                  |

### Invalda riksdagsmän
Stockholms läns och Uppsala läns valkrets:
- Theodor Borell, n
- Wilhelm Rydberg, n
- Hjalmar Hammarskjöld, högervilde
- Carl Axel Reuterskiöld,  bf
- Johan Larsson, fris
- Albert Forslund, s
- Henning Leo, s
- Rickard Lindström, s
- Gustav Möller, s
- Primus Wahlmark, s

Västerbottens läns och Norrbottens läns valkrets: 
- David Hansén, fris
- Ewert Jonsson, fris
- Gustav Rosén, fris
- Olof Bergqvist, n
- Nils Gabrielsson, n
- Carl Lindmark, n
- Pontus Sandström, n
- Manne Asplund, s
- Karl Johanson, s